# El Capulín (Tabasco)
El Capulín es un ejido del municipio de Balancán ubicado en la subregión de los Ríos del estado mexicano de Tabasco.

## Geografía
La localidad se ubica a 48.9 kilómetros (en dirección este) de la localidad de Balancán de Domínguez, la cabecera y lugar más poblado del municipio. Se sitúa en las coordenadas geográficas 17°42′23″N 91°05′12″O / 17.706389, -91.086667, a una elevación de 40 metros sobre el nivel del mar.

## Demografía
Según el Conteo de Población y Vivienda 2020, efectuado por el Instituto Nacional de Estadística y Geografía, la localidad de El Capulín tiene 783 habitantes, de los cuales 416 son del sexo masculino y 367 del sexo femenino. Su tasa de fecundidad es de 3.22 hijos por mujer y tiene 200 viviendas particulares habitadas.
| Gráfica de evolución demográfica de El Capulín entre 1970 y 2020 |
|                                                                  |
| INEGI.                                                           |